# Hood-Gletscher
Der Hood-Gletscher ist ein 40 km langer Gletscher in der antarktischen Ross Dependency. Er fließt vom Siege Dome in der Commonwealth Range nordwärts zwischen dieser Gebirgskette und der Separation Range zur Dufek-Küste, wo er in das Ross-Schelfeis mündet. 
Der Gletscher wurde von Teilnehmern der Nimrod-Expedition (1907–1909) unter der Leitung des britischen Polarforschers Ernest Shackleton entdeckt und nach dem britischen Konteradmiral Horace Hood (1870–1916) benannt, unter dem der stellvertretende Expeditionsleiter Jameson Adams auf dem Schiff HMS Berwick gedient hatte.